# なとり
株式会社なとり（英: NATORI CO., LTD.）は、おつまみや乾燥珍味商品を主力とした食品メーカー。チーズ鱈（チータラ）を製造・販売する会社である。
コーポレート・メッセージは「ひとつまみの幸せ」。

## 沿革
- 1948年6月 - 名取光男が株式会社名取商会を設立。
- 1959年4月 - 東京都北区豊島に豊島工場（750坪）を改装し、操業開始。
- 1964年3月 - 「なとり食品販売株式会社」を設立。
- 1964年5月 - 商号を株式会社なとり商会に変更。
- 1979年10月 - 「株式会社なとりデリカ」を設立。
- 1981年8月 - 創業者・初代社長の名取光男が死去。専務の名取小一が代表取締役社長に就任。
- 1982年7月 - 「株式会社上野なとり」を設立。
- 1991年5月 - 商号を株式会社なとりに変更。
- 1999年11月 - 株式を店頭公開。
- 2001年9月 - 東京証券取引所2部上場。
- 2002年9月 - 東京証券取引所1部指定替え。
- 2004年1月 - 東京証券取引所「第9回ディスクロジャー表彰」を受賞。
- 2007年6月 - 東京都北区豊島に「豊島ファクトリー＆オフィス」完成（子会社用工場・事務所及び東京営業所）。
- 2012年1月 - 「南京名紅旺食品有限公司」（持分法適用関連会社）を設立。
- 2018年10月 - 株式会社名旺フーズが株式会社上野なとりを吸収合併。

## 歴代社長
名取商会社長
- 名取光男：1948年 - 1959年

なとり商会社長
- 名取光男：1959年 - 1981年
- 名取小一：1981年 - 1991年

なとり社長
- 名取小一：1991年 - 2005年
- 名取三郎：2005年 -

## 主力商品
- チーズ鱈（チータラ） - 開発当時はいかを原料とした「チーズいか」を試作したが常温では赤に変色するため応用されて発売した。原料には世界中のチーズが使われている。
- さきいか
- あたりめ
- イカフライ
- ねり梅
- ビーフジャーキー
- ジャッキーカルパス
- チーズ
- ナッツ[注釈 1]
- 帆立貝柱
- スルメ
- 昆布
- 茎わかめ
- 干し梅[注釈 2]

自社ブランド
- 一度は食べていただきたいシリーズ
- 技の逸品
- 酒肴逸品
- JUSTPACK
- 味わいめぐり
- おつまみPersonal
- ハッピーバリュー
- おつまみ市場
- OTSUMAMI牧場
- 得
- おつまみセレクション

## 関連事業
- 百貨店での惣菜販売（中食産業）。

## 工場
- 埼玉工場（埼玉県久喜市清久町）

## 子会社
- 株式会社なとりデリカ（東京都北区）
- 株式会社全珍（広島県呉市）
- 株式会社名旺フーズ（東京都北区）
- メイホク食品株式会社（北海道北斗市）
- 株式会社函館なとり（北海道北斗市）
- 株式会社CTF（東京都北区）
- 株式会社メイリョウ（東京都北区）
- 南京名紅旺食品有限公司（中華人民共和国）
- 株式会社コーポレート・アソシエイツ（東京都北区）
- 有限会社やまな（東京都北区）

## CM出演者
- 夢路いとし・喜味こいし
- 和久井映見
- 梶原善
- 梅野泰靖

## 提供番組
- 笑点（日本テレビ）2015年4月 - 2018年3月

## その他
- 2022年1月から日本相撲協会のトップパートナーとなり[3]、1957年から現在まで大相撲で呼出が身につけている着物の背中に「なとり」といった社名広告が書かれていることでも知られている。その後2024年初場所より、「呼出パートナー」契約も兼任。
- 2004年には「第2回誠実な企業賞」の大賞に選出された。
- 2010年より、食育推進活動の一環として、3歳から11歳までの児童を対象とした「いかセミナー」を行っている。